# Fileter de Pèrgam
Fileter (grec antic: Φιλέταιρος, Philétairos, llatí: Philetaerus) fou el fundador del regne de Pèrgam i de la dinastia que després va portar el nom d'Atàlida.
Havia nascut a la petita vila de Tièon o Tíon, a Paflagònia, i era eunuc a causa d'un accident quan era petit, segons diu Estrabó. Caristi diu que era el fill d'un cortesà, encara que més tard la seva genealogia es va ennoblir fins a arribar al mateix Hèracles. Se'l menciona per primer cop al servei del general Dòcim, un dels generals d'Antígon el Borni, però després de la batalla d'Ipsos i la mort d'Antígon va passar al costat de Lisímac de Tràcia. Aquest el va afavorir i li va encarregar la custòdia de part del tresor dipositat a la poderosa fortalesa de Pèrgam.
Va continuar lleial al seu cap fins al final del regnat de Lisímac, quan les intrigues de la reina Arsínoe II i la mort del jove príncep Agàtocles de Tràcia, de qui era amic, el van posar en guàrdia sobre la seva pròpia seguretat, i es va declarar a favor de Seleuc I Nicàtor, en nom del qual es va mantenir com a governador de Pèrgam amb els seus tresors. A la mort de Seleuc el 280 aC va aprofitar l'anarquia per assolir una independència virtual. Va aconseguir de Ptolemeu Ceraune l'entrega del cos de Seleuc per poder-lo enterrar amb tots els honors deguts, cosa que li va guanyar el favor del fill de Seleuc, Antíoc I Soter. Així es va mantenir al front de Pèrgam durant prop de vint anys.
A la seva mort quan tenia uns 80 anys (el 263 aC) va transmetre el govern al seu nebot Èumenes I de Pèrgam. Dos germans de Fileter, Èumenes i Àtal, havien mort abans que ell, però els seus fills respectius van continuar la dinastia.
Es conserven nombroses monedes del seu govern o amb la seva imatge però emeses per reis posteriors, probablement en honor d'ell.